# Список Народных героев Югославии/Х
В настоящем списке в алфавитном порядке представлены все Народные герои Югославии, чьи фамилии начинаются с буквы «Х» (всего 21 человек). В списке указаны даты присвоения звания и даты жизни Героев.
- Серым цветом в таблице выделены Герои, награждённые орденом Народного героя посмертно.

## Список Народных героев Югославии, фамилии которых начинаются с «Х»
| № п/п | Фото | Фамилия, Имя             | Дата присвоения звания | Годы жизни                        |
| ----- | ---- | ------------------------ | ---------------------- | --------------------------------- |
| 1174  |      | Хамзич, Хамзо            | 27 ноября 1953         | 1924—1944                         |
| 1175  |      | Хамович, Раде            | 23 июля 1952           | 13 февраля 1916 — 19 мая 2009     |
| 1176  |      | Хариш, Иван              | 25 сентября 1944       | 17 ноября 1903 — 16 июля 1989     |
| 1177  |      | Хачам, Митхат            | 20 декабря 1951        | 1917—1942                         |
| 1178  |      | Хаджимуртезич, Халил     | 27 ноября 1953         | 15 марта 1915 — 18 июня 2007      |
| 1179  |      | Хаджич, Касим            | 26 июля 1949           | 9 августа 1904 — 6 мая 1942       |
| 1180  |      | Хаджич, Миленко          | 27 ноября 1953         | 1902—1941                         |
| 1181  |      | Херлевич, Албин          | 27 ноября 1953         | 1916 — 20 февраля 1942            |
| 1182  |      | Херлевич, Франьо         | 20 декабря 1951        | 21 июня 1915 — 4 мая 1998         |
| 1183  |      | Херманко, Йоже           | 27 ноября 1953         | 2 марта 1901 — 30 октября 1941    |
| 1184  |      | Хечимович, Никола (1920) | 20 декабря 1951        | 3 ноября 1920 — 26 февраля 1944   |
| 1185  |      | Холевац, Вечеслав        | 23 июля 1951           | 22 августа 1917 — 11 июля 1970    |
| 1186  |      | Хохкраут, Алойз          | 27 ноября 1953         | 8 июня 1901 — 31 мая 1942         |
| 1187  |      | Ходжа, Фадиль            | 6 июля 1953            | 15 марта 1916 — 22 апреля 2001    |
| 1188  |      | Ходжич, Авдо             | 5 июля 1951            | 1921 — 8 июня 1943                |
| 1189  |      | Ходжич, Хусеин           | 27 ноября 1953         | 1914—1942                         |
| 1190  |      | Хрибар, Янез             | 21 июля 1953           | 3 сентября 1909 — 23 октября 1967 |
| 1191  |      | Хрибар, Янез             | 27 ноября 1953         | 8 октября 1918 — 21 сентября 1978 |
| 1192  |      | Хриберник, Рудолф        | 21 июля 1953           | 10 апреля 1921 — 10 января 2002   |
| 1193  |      | Хроват, Иван             | 27 ноября 1953         | 7 июня 1915 — 7 июля 1970         |
| 1194  |      | Хумо, Авдо               | 27 ноября 1953         | 1 февраля 1914 — 24 января 1983   |